# Banjjag-ineun watermelon
Banjjag-ineun watermelon (반짝이는 워터멜론?; lett. "Anguria scintillante"), anche nota con il titolo internazionale Twinkling Watermelon, è una serie televisiva sudcoreana trasmessa su tvN dal 25 settembre al 14 novembre 2023.

## Trama
Eun-gyeol è un CODA con un talento naturale per la musica che sogna di diventare chitarrista in una band, ma suo padre Yi-chan si oppone. Dopo un litigio con il genitore, si ritrova catapultato indietro nel tempo nel 1995: qui forma un complesso chiamato Watermelon Sugar insieme a suo padre da giovane e ad altri ragazzi.

## Personaggi e interpreti
- Ha Eun-gyeol, interpretato da Ryeoun
- Ha Yi-chan, interpretato da Choi Hyun-wook (da giovane) e Choi Won-young (da adulto)
- Choi Se-kyung, interpretata da Seol In-ah (da giovane) e Lee So-yeon (da adulta)
- On Eun-yoo, interpretata da Seol In-ah
- Yoon Chung-ah, interpretata da Shin Eun-soo (da giovane) e Seo Young-hee (da adulta)

## Produzione
Il 5 settembre 2023 Pan Entertainment ha annunciato da aver firmato un contratto da 15,6 miliardi di won con Studio Dragon per la realizzazione della serie.